# Pornografija v Severni Koreji
Pornografija v Severni Koreji ni dovoljena oz. je strogo prepovedana. Posedovanje, izdelavo, distribucijo ali uvoz pornografije država strogo kaznuje. Kljub temu je pornografija v državi razširjena, ker jo ljudje na skrivaj uvažajo ali lokalno proizvajajo.
Posedovanje je prvič postalo priljubljeno med elitami v poznih devetdesetih letih, ko je bil vodja države Kim Jong-il. Visokopolitični in vojaški uradniki so bili najaktivnejši potrošniki pornografije. Danes se pornografija odkrito prodaja na meji med Kitajsko in Severno Korejo, čeprav vlade poskušajo omejiti prenos. Večina vsebine, ki jo porabijo v Severni Koreji, je proizvedena zunaj države, pomemben del so kitajski posnetki bootlega slabe kakovosti. V lokalno proizvedenem pornografskem filmu ponavadi sodelujejo gole ali skromno oblečene ženske, ki plešejo ob glasbi.

## Navade
V konzervativni severnokorejski kulturi je spolnost omejena. Nekateri prebežniki pravijo, da pomanjkanje spolne vzgoje v državi povzroča, da se mladi o seksu učijo s pornografijo, odrasli pa gledajo manj pornografije kot mladi. Če se zanimate za pornografijo, lahko pristanete pod ndzorom državne mreže za množični nadzor.
Pornografske revije in filmi, ki se prodajajo na črnih trgih, se distribuirajo v obliki CD-jev, imenovanih "Sex-R" (seks CD-R) in so razvrščeni po kakovosti videa, ki je večinoma slaba, ker je večina poceni posnetkov bootlegov s Kitajske. Trgi in metode distribucije se še naprej razvijajo. Nepooblaščena prodaja pornografije poteka na primer na trgu Tongil v Pjongjangu. Na meji med Kitajsko in Severno Korejo se s pornografijo trguje na prostem. Izpostavljenost kitajski pornografiji je povečala tudi število splavov.
V preteklosti so pornografske video posnetke snemali tudi v Severni Koreji. Začeli so se pojavljati v času vodenja Kim Jong-ila ki naj bi tudi sam imel veliko zbirko pornografskih filmov. Domače naslove so oblasti običajno takoj zasegle. En domači naslov, Skrivna zgodba republike, pa so severnokorejski prebežniki pretihotapili na Japonsko in ga prevedli v japonščino. Film, v katerem nastopajo uradniki Korejske delavske stranke, ki posiljujejo ženske, so prodali na Japonskem, kjer je bil pospremljen s pripisom o omejitvi odgovornosti: "Ne za zabavo. Razdeljen v raziskave". Severna Koreja je izvažala pornografijo, da bi pridobila trdno valuto. Nekaj teh prizadevanj je potekalo prek severnokorejskih spletnih strani.
Gledanje pornografije se je med elitami države razširilo konec devetdesetih let. Nato se je praksa razširila tudi na druge družbene sloje. Domača pornografska dela navadno predstavljajo gole v ali bikini oblečene severnokorejske ženske, ki plešejo ob glasbi. Založba Literature and Art Publishing je na skrivaj izdala pornografsko knjigo Licenciozne zgodbe za uporabo strankarskih funkcionarjev. Korejski centralni radiodifuzni odbor je leta 2000 objavil tudi pornografski videokaset za uradnike. Uvožena pornografija je danes v veliki meri nadomestila domačo. Politične in vojaške elite so najaktivnejši potrošniki pornografije. Leta 2007 je najem CD-ja za eno uro stal 2000 severnokorejskih vonov, znano pa je bilo, da so jih najemali srednješolci. Leta 1995 je bilo mogoče pornografski film prodati za kar 80 dolarjev. V zadnjih letih so cene zaradi drastične ponudbe občutno padle.
V državo tihotapijo tudi južnokorejske pornografske filme. Propagandni baloni, poslani iz Južne Koreje na sever, vsebujejo eksplicitno spolno gradivo, ki privlači tudi severnokorejske vojake. Henry A. Crumpton, veteran Direktorata za operativne dejavnosti Centralne obveščevalne agencije, pojasnjuje, da "še nikoli ni srečal severnokorejskega diplomata, ki ni hotel pornografije, niti za osebno uporabo niti za nadaljnjo prodajo."

## Pravo
Oddelek državne varnosti je zadolžen za spremljanje nezakonitega uvoza pornografskih materialov. Zaradi vpletenosti v nezakonit uvoz kršitelja ustrelijo ali pošljejo v kjohwaso (prevzgojno taborišče) za 10 do 15 let. Usmrtitve več oseb, obtoženih gledanja ali razširjanja pornografije, so bile izvedene konec leta 2013. Turistom je nezakonito vnašati pornografijo v državo. Dostop do "spletnih strani za spol in odrasle" na internetu je bil iz države blokiran, v preteklosti pa so bili zaznani prenosi pornografije z BitTorrent, verjetno povezani s tujci, ki prebivajo v Pjongjangu. Prav tako Severni Korejci, ki živijo blizu meje s Kitajsko, za dostop do kitajskih porno strani uporabljajo mobilne telefone, opremljene s kitajskimi karticami SIM.
Ko je bil leta 2013 usmrčen stric Kim Džong-una Jang Song-thaek, je bilo razširjanje pornografije šteto med njegove zločine.
Severna Koreja je ratificirala Izbirni protokol o prodaji otrok, otroški prostituciji in otroški pornografiji h Konvenciji o otrokovih pravicah vendar ni sprejela nobene zakonodaje, ki bi se nanašala na otroško pornografijo.